# Осиново (Новосибирская область)
Оси́ново — село в Куйбышевском районе Новосибирской области. Входит в состав Осиновского сельсовета.

## География
Площадь села — 128 гектаров.

## История
Основано в 1739 года. Являлось волостным центром Верхне-Каинской волости Каинского уезда Томской губернии. В 1926 году село Осиновые Колки состояло из 255 хозяйств, основное население — русские. В административном отношении являлось центром Осиново-Колкинского сельсовета Барабинского района Барабинского округа Сибирского края.

## Население
| 1926 | 2002 | 2007 | 2010 |
| ---- | ---- | ---- | ---- |
| 1364 | ↘312 | ↘263 | ↘162 |

## Инфраструктура
В селе по данным на 2007 год функционируют 1 учреждение здравоохранения и 1 учреждение образования.